# Andrea Diefenbach
Andrea Diefenbach (* 19. April 1974 in Wiesbaden) ist eine deutsche Fotografin.

## Leben
Nach der Berufsausbildung in den Jahren 1995–1998 war sie als Fotografin und Fotoassistentin tätig. Von 2000 bis 2006 studierte sie an der Fachhochschule Bielefeld.
Seit dem Jahr 2003 war sie als selbständige Fotografin tätig und veröffentlichte im Jahr 2005 ihre Bilder in einem Bildband über Mukoviszidosekranke und im Jahr 2006 über die Einwohner eines jüdischen Altersheims.
Im Jahr 2008 erschien ihr Fotobuch über die ukrainische Hafenstadt Odessa und die dortigen an AIDS (russisch:СПИД/SPID) Erkrankten. Nach vielen Reisen nach Moldawien und Italien schilderte sie in dem Bildband „Land ohne Eltern“ (Kehrer Verlag) die Situation von verlassenen Kindern in der Republik Moldau und deren Eltern, die als Arbeitsmigranten in Italien leben.
Im Juni 2022 veröffentlichte sie ein weiteres Fotobuch über die Republik Moldau: „Realitatea“ im Verlag Hartmann Books. 
Von 2016 bis 2022 arbeitete sie als Dozentin an der Hochschule Luzern. Seit September 2022 ist die Professorin für Fotografie an der Hochschule für Künste Bremen HFK.  
Ihre Fotografien und Fotoreportagen publizierte sie u. a. in Brigitte, brand eins, Geo, Stern, Die Zeit.

## Werke (Alben)
- et al.: Atemwege. Acht Porträts über das Leben mit Mukoviszidose. Mukoviszidose e.V. (Hrsg.), Kerber Verlag, Bielefeld 2005, ISBN 3-938025-15-8.
- et al.: Jüdisches. Fotografische Betrachtungen der Gegenwart in Deutschland. Nicolai Verlag, Berlin 2006, ISBN 978-3-89479-350-0.
- et al.: Gibt es die Welt auch ohne mich – Fotografische Abschlussarbeiten der FH Bielefeld 2003–2008. Kehrer Verlag, Heidelberg 2008, ISBN 978-3-86828-043-2.
- et al.: SPID. AIDS in Odessa. (deutsch / englisch) Hatje Cantz Verlag, Ostfildern 2008, ISBN 978-3-7757-2158-5.
- et al.: The Other Side – Photography from Eastern Europe. (englisch) Kehrer Verlag, Heidelberg 2011, ISBN 978-3-86828-246-7.
- Land ohne Eltern. Kehrer Verlag, Heidelberg 2012, ISBN 978-3-86828-337-2.

## Ausstellungen (Auswahl)
- 2009: Reiss-Engelhorn-Museen, Mannheim
- 2010: Moving Walls 18 der Open Society Foundations in New York[1]
- 2013: Schaufenster Stadtmuseum Wiesbaden
- 2013: Forum für zeitgenössische Fotografie, Münchner Stadtmuseum
- 2013: Museum der Arbeit,  Hamburg
- 2014: Museum Folkwang, Essen
- 2014: Heussenstamm-Galerie, Frankfurt am Main

## Ehrungen
- 2007: Dokumentarfotografie Förderpreis der Wüstenrot Stiftung[2]
- 2010: Finalistin für W. Eugene Smith Award in New York
- 2012: n-ost-Reportagepreis[3]
- 2012: Ehrenvolle Erwähnung UNICEF, Foto des Jahres 2012
- 2013: Nominiert für Kindernothilfe Medienpreis 2013
- 2013: PDN Photography Annual
- 2013: Abisag-Tüllmann-Preis[4]
- 2024: Dr.-Erich-Salomon-Preis